# Jean Cousineau
Pour les articles homonymes, voir Cousineau.
Jean Cousineau (né le 6 novembre 1937 à Montréal, mort à 75 ans le 4 avril 2013) est un violoniste, pédagogue et compositeur québécois.

## Biographie
Il obtient un B.A. au Collège Sainte-Marie de Montréal (Montréal) en 1958 et un Ph.D. en sciences de l'éducation à l'Université de Montréal en 1988. Dans les années 1960, il crée une méthode d'enseignement du violon initialement inspirée de celle de Shinichi Suzuki, qu'il rencontre en 1964. Il crée en 1964 l'école Les Petits violons et en 1974 L'Ensemble Les Petits Violons, orchestre à cordes constitué des élèves les plus avancés de l'école. Parmi ses élèves : Angèle Dubeau, Chantal Juillet, Alexandre Da Costa et Martin Chalifour.
Il est le frère des musiciens François Cousineau et Luc Cousineau.

## Œuvres
- 1976 : Suite québécoise pour orchestre à cordes

## Filmographie

### comme compositeur
- 1963 : La France Revisitée
- 1963 : Pour la suite du monde[1]
- 1964 : À tout prendre[1]
- 1971 : Mon oncle Antoine[1]
- 1971 : Inon ou la conquête du feu[1]
- 1972 : Just Another Job[4]
- 1973 : Taureau
- 1974 : La P'tite semaine (série TV)
- 1976 : Dreamspeaker
- 1981 : Surfacing
- 1981 : Les Beaux souvenirs

## Récompenses
- 1971 : Canadian Film Award pour la musique du film Mon oncle Antoine
- 1971 : Médaille d'or du Festival de Bergame pour la musique du film Mon oncle Antoine
- 1977 : Prix Anik pour la musique du film Dreamspeaker
- 1977 : Canadian Film Award pour la musique du film Dreamspeaker
- 1988 : Prix Calixa-Lavallée